# Valentin Olekszandrovics Kotik

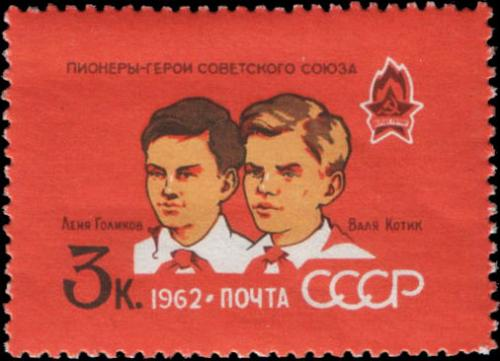
Valja Kotyik és Leonyid Golikov egy 1962-es szovjet bélyegen

Valentin Olekszandrovics Kotik vagy oroszos kiejtéssel Valja Kotyik (ukránul Валентин Олександрович Котик, Ва́ля Ко́тик; 1930. február 11. – 1944. február 17.) szovjet partizán a második világháború idején, a legfiatalabb Szovjetunió Hőse.

## Élete
Valentin Kotik 1930-ban született a Szovjetunióhoz tartozó Ukrajna Kamenyec-Podolszki (ma Hmelnickiji) területén levő Hmeljovka faluban. Szülei földművesek voltak.
A háború kitörésekor még csak az ötödik osztályt fejezte be, de már a kezdetektől fogva részt vett az ellenállásban. 1941 őszén a közeli városban, Sepetovkában társaival együtt gránátot dobott a német tábori csendőrség vezetőjének autójára, aki a támadásban meghalt. 1942-től a szervezett partizánmozgalomban is részt vett, eleinte a sepetovkai földalatti csoport összekötője volt, később fegyveresen is harcolt. Tagja lett a U. Ja. Karmeljukról elnevezett partizáncsoportnak, és 1943-ban kétszer is megsebesült. 1943 októberében felrobbantott egy földalatti telefonkábelt, ami a megszállókat a varsói főhadiszállással kötötte össze. Ezen kívül részt vett legalább hat vonat- és raktárrobbantásban.
Október 29-én őrségben volt, amikor egy partizánvadász német egységet vett észre. A tisztet pisztolyával lelőtte, aztán riadóztatta a társait, akik sikerrel visszaverték a támadást.
1944. február 16-án az Izjaszlav városáért dúló harcban megsebesült. Másnap a kórházat, ahol ápolták német bombatámadás érte, és Valja Kotyik, alig tizennégy évesen életét vesztette. A többi partizánnal együtt tömegsírba temették, de később áthelyezték; síremléke Sepetovka központi parkjában található. 1958-ban posztumusz Szovjetunió Hőse érdemrenddel tüntették ki.
A háború után a Szovjetunió Kommunista Pártja és a pionírmozgalom (Valja Kotyik pionír volt mint minden iskolás) propagandacélokra használta fel Valja Kotyik történetét, egyike lett a pionírhősöknek. Számos pionírcsapatot és -tábort, utcát, iskolát, hajót neveztek el róla.

## Kitüntetései
- A Szovjetunió Hőse (1958. június 27.)
- Lenin-rend
- Honvédő Háború Érdemrend I. fokozat
- A Honvédő Háború Partizánja érem II. fokozat

## Fordítás
- Ez a szócikk részben vagy egészben  a(z)   Котик, Валентин Александрович című orosz Wikipédia-szócikk ezen változatának fordításán alapul.  Az eredeti cikk szerkesztőit annak laptörténete sorolja fel. Ez a jelzés csupán a megfogalmazás eredetét és a szerzői jogokat jelzi, nem szolgál a cikkben szereplő információk forrásmegjelöléseként.